# Ardouval
Ardouval – miejscowość i gmina we Francji, w regionie Normandia, w departamencie Sekwana Nadmorska.
Według danych na rok 1990 gminę zamieszkiwało 139 osób, a gęstość zaludnienia wynosiła 13 osób/km² (wśród 1421 gmin Górnej Normandii Ardouval plasuje się na 760. miejscu pod względem liczby ludności, natomiast pod względem powierzchni na miejscu 312.).